# Claudia Ziegler
Claudia Ziegler (* 3. Januar 1968 in Berlin) ist eine deutsche Schriftstellerin.

## Leben
Claudia Ziegler studierte an der Freien Universität Berlin Französische Sprach- und Literaturwissenschaft, Germanistik und Publizistik. Die Tätigkeit als freie Journalistin beim ZDF und als Drehbuchautorin schloss sich an, bevor sie sich auf das Schreiben von Romanen konzentrierte. Neben ihren Historischen Romanen veröffentlichte sie mehrere Romane unter dem Pseudonym Claire Winter.
Claudia Ziegler lebt mit ihrem Mann in Berlin.

## Werke
- Die Favoritin des Königs. Diana Verlag. München 2007. ISBN 978-3-453-29023-5
- Die geheime Tochter. Diana Verlag. München 2009. ISBN 978-3-453-29054-9
- Das Mädchen mit dem zweiten Gesicht. Diana Verlag. München 2011. ISBN 978-3-453-29055-6

als Claire Winter:
- Die Schwestern von Sherwood. Diana Verlag. München 2013. ISBN 978-3-453-29140-9.
- Die verbotene Zeit. Diana Verlag. München 2015. ISBN 978-3-453-29168-3.
- Die geliehene Schuld. Diana Verlag. München 2018. ISBN 978-3-641-20922-3.
- Kinder ihrer Zeit. Diana Verlag. München 2020. ISBN 978-3-453-29195-9.